# Han Su-san
Han Su-san (nacido en 1946) es un escritor surcoreano.

## Biografía
Nació el 13 de noviembre de 1946 en Inje, provincia de Gangwon, Corea del Sur. Se graduó de la Escuela de Bachillerato de Chuncheon y fue al profesorado de Chuncheon en 1965, transfiriéndose más tarde a la Universidad Kyunghee, donde se graduó en Literatura Coreana. Un momento clave en su vida fue en 1981, cuando contribuyó a publicar por entregas una novela que satirizaba al presidente y dictador coreano Chun Doo-hwan. Han Su-san, al igual que otros periodistas, fue torturado por el gobierno por esta razón. En 1998 vivió en Japón durante cuatro años, donde escribió varias historias sobre los coreanos residentes en Japón. Actualmente enseña literatura coreana en la Universidad Sejong.

## Obra
Han Su-san es conocido por su estilo delicado y expresivo. Debutó como poeta y empezó a publicar obras de ficción a principios de la década de los setenta. En 1972, su relato "A fines de abril" ganó el concurso literario del periódico Dong-a. También ganó el Premio Hankook Maeil en 1973 por su novela "Una mañana en la estación de la reconciliación" y en 1977 el Premio de Escritores Actuales por su obra Mala hierba flotante. En 1984 ganó el Premio Literario Nogwon y en 1991 el Premio de Literatura Contemporánea.
Él mismo dice que su novela Cuervo es la mejor obra que ha escrito. Es un libro de varios volúmenes que cuenta la vida de los coreanos reclutados a la fuerza por Japón durante la época colonial.

## Obras (lista parcial)
- La mañana de la época del deshielo (Haebing-gi-ui Achim, 1973)
- Hierba flotante (Bucho, 1977)
- A fines de abril (Sawol-ui Kkeut 1978)
- La calle del deseo (Yonmang-ui Geori, 1981)
- Músico de la calle (Geori-ui Aksa, 1986)
- El caballo de madera que fue al mar (Bada-ro Gan Mokma, 1989)
- El jinete que pasa (Maltan Ja-neun Jinagada, 1998)

### Premios
- Premio Literario Nogwon (1984)
- Premio de Literatura Contemporánea (Hyundae Munhak)  (1991)